# Herschbroich
Herschbroich é um município da Alemanha localizado no distrito de Ahrweiler, no estado da Renânia-Palatinado. É membro da associação municipal de Verbandsgemeinde Adenau.

## População
| - 1815 – 260 - 1835 – 285 - 1871 – 196 - 1905 – 240 - 1939 – 222 - 1950 – 228 | - 1961 – 256 - 1965 – 266 - 1970 – 265 - 1975 – 281 - 1980 – 300 - 1985 – 297 | - 1987 – 290 - 1990 – 293 - 1995 – 333 - 2000 – 320 - 2005 – 317 |